# Voies et moyens de transport en Chine
Voies et moyens de transport en Chine è un cortometraggio muto del 1907. Il nome del regista non viene riportato nei credit.

## Produzione
Il film fu prodotto dalla Pathé Frères.

## Distribuzione
Distribuito dalla Pathé Frères, il film - un cortometraggio di 140 metri - uscì nelle sale francesi nel 1907.